# Yucca Mountain (singel)
Yucca Mountain är en singel av Loosegoats, den första och enda från albumet Her, the City, et al.

## Låtlista
1. "Yucca Mountain" - 4:29
2. "Days of Black (Nights Are Lights)" - 2:48